# فوتو
فوتو (انگلیسی: Futu) شرکت خوشه‌ای هنگ کنگی است.